# Gerberei Burgstraße 11
Das Gebäude der ehemaligen Gerberei Burgstraße 11  in Wildeshausen stammt vom Ende des 19. Jahrhunderts. Heute (2023) wird das Haupthaus als Praxis, für Büros und zum Wohnen genutzt.
Die Gebäude stehen unter Denkmalschutz.

## Geschichte
Wirtschaftlich war Wildeshausen um und nach dem Dreißigjährigen Krieg durch die Tuchmacherei, Wollweberei, später dann durch die Schuhmacherei und Weißgerberei geprägt.
Das historisierende Ensemble der ehemaligen Gerberei und Weberei aus der Gründerzeit besteht aus
- dem zweigeschossigen verklinkerten achtachsigen und L-förmigen Vorderhaus von wohl um 1885 mit Walmdach, der markanten Diamant-Eckquaderung, dem geschossteilenden Gesims, den horizontalen Bändern und dem Traufgesims sowie einem Relief über dem Eingang als Wappenschild,
- dem zweigeschossigen Hinterhaus von wohl um 1885 mit Satteldach und dem Obergeschoss in Fachwerk mit Steinausfachungen, das zum Trocknen des gegerbten Leders diente.

Die Landesdenkmalpflege befand: „... geschichtliche Bedeutung aufgrund ihres Zeugnis- und Schauwertes als beispielhafter Gerbereikomplex des späten 19. Jhs. und für die Technikgeschichte ...“.